# Mame Thierno Birahim Mbacké
Mame Thierno Birahim Mbacké, né en 1862, de son vrai nom Ibrahima Faty Mbacké, encore appelé Borom Darou, est un disciple et frère cadet de cheikh Ahmadou Bamba Mbacké, fondateur du mouridisme. Il est connu pour avoir été le bras-droit de ce dernier, qui lui avait d'ailleurs confié la communauté mouride durant ses absences, pour emprisonnement ou exil..mdamal darou de la jeunesse

## Éléments biographiques
Mame Thierno voit le jour à Porokhane dans la province du Saloum au Sénégal. Il est le fils de Mame Mor Anta Saly Mbacké et de Sokhna Faty Issa Diop de Koki, et le frère du Cheikh Ahmadou Bamba Mbacké, fondateur du Mouridisme.
Il devient le bras-droit de Ahmadou Bamba Mbacké,, et joue le rôle d'émissaire entre les colonisateurs et son frère, tout en étant son représentant au sein de la communauté mouride durant ses arrestations et ses exils imposés par l'administration coloniale française, notamment de 1895 à 1902,. Il fait face, en particulier, au gouverneur du Sénégal, de 1890 à 1895, Henri-Félix de Lamothe, puis aux gouverneurs de l'Afrique-Occidentale française, Jean-Baptiste Chaudié jusqu'en 1900, suivi de Noël Ballay  puis Pierre Capest jusqu'en 1902, Ernest Roume  jusqu'en 1907, et William Merlaud-Ponty jusqu'en 1915. Mame Thierno est également l'un des plus grands maîtres du mouridisme, et un agriculteur. Il se met en retrait de son frère lorsque celui-ci revient d'exil en 1902. Il le supplée de nouveau, lorsqu'il est arrêté en 1903 et déporté en Mauritanie pendant 4 ans. Il s'efface à son retour, et lorsque les autorités françaises comprennent, à partir des années 1910, et sous l'impulsion de la politique de William Merlaud-Ponty, favorable à une meilleure intégration des musulmans, que ce mouvement soufi ne désire pas le conflit. Durant ces années 1910, Mame Thierno fonde la ville de Darou Mouhty, deuxième capitale du mouridisme au Sénégal,,.
Il meurt en 1943, à Darou Mouhty, où son mausolée est toujours visible,.
Son petit-fils, Modou Kara Mbacké, est le créateur en 2004 d'un parti politique sénégalais, le Parti de la vérité pour le développement. Le mouridisme est la plus importante confrérie  confrérie soufie du Sénégal. Cette confrérie a un rôle économique non négligeable, le travail étant au cœur de ses préceptes et ayant valeur de prière, et elle a toujours eu une influence politique significative, de l'époque de la colonisation, où elle a incarné une partie de la culture wolof face aux colons, à aujourd'hui: « Le mouridisme et l’État sénégalais sont comme les deux cornes d'un bœuf : elles ne se rencontrent jamais mais sont inséparables »,.